# Copa Korać 1993-94
La Copa Korać 1993-94 fue la vigésimo tercera edición de la Copa Korać, competición creada por la FIBA para equipos europeos que no disputaran ni la Copa de Europa ni la Recopa. Participaron 77 equipos, cuatro más que en la edición anterior. El campeón fue el equipo griego del PAOK Bravo, que lograba su primer título, derrorando en la final al conjunto italiano del Stefanel Trieste.

## Primera ronda
| Equipo 1                | Agr.    | Equipo 2               | Ida    | Vuelta |
| ----------------------- | ------- | ---------------------- | ------ | ------ |
| TTL Bamberg             | 164–169 | Maricom Miklavž        | 95–78  | 69–91  |
| Sparta Prague           | 199–137 | VF Lugano              | 101–66 | 98–71  |
| Kärcher Hisings-Kärra   | 184–193 | Alba Berlin            | 106–93 | 78–100 |
| Nemetali Ograzden       | 135–176 | TED Ankara Kolejliler  | 59–67  | 76–109 |
| Baník Cígeľ Prievidza   | 162–166 | Galatasaray            | 89–75  | 73–91  |
| Makedonija '91 Strumica | 165–178 | TIIT Kharkov           | 97–75  | 68–103 |
| Alumina                 | 134–165 | Tonak Nový Jičín       | 61–80  | 73–85  |
| Slovenica Koper         | 159–139 | Baník Handlová         | 79–63  | 80–76  |
| Keravnos                | 127–199 | AEK                    | 73–106 | 54–93  |
| Inter Slovnaft          | 165–176 | Zrinjevac              | 75–88  | 90–88  |
| Volksbank Swans Gmunden | 141–157 | Bobcat Gent            | 75–89  | 66–68  |
| Zorile                  | 128–203 | Slávia Košice          | 61–96  | 67–107 |
| Forest Sibiu            | 154–192 | Slavonska Banka Osijek | 66–108 | 88–84  |
| Kaposvári               | 168–186 | Nová huť Ostrava       | 94–79  | 74–107 |
| MZT Aerodrom            | 193–178 | BHC SKP Pardubice      | 111–81 | 82–97  |
| Ulm                     | 176–162 | Plannja                | 92–72  | 84–90  |
| Cardiff Bay Heat        | 151–167 | Hiefenech              | 79–89  | 72–78  |
| Šibenik Zagreb Montaža  | 169–170 | Ludwigsburg            | 90–88  | 79–82  |

## Segunda ronda
| Equipo 1                 | Agr.    | Equipo 2               | Ida    | Vuelta  |
| ------------------------ | ------- | ---------------------- | ------ | ------- |
| CSK Kiev                 | 160–189 | Hapoel Herzliya        | 81–88  | 79–101  |
| Povo de Esgueira         | 143–171 | Caja San Fernando      | 74–95  | 69–76   |
| Haukar                   | 148–208 | Dijon                  | 83–90  | 65–118  |
| Maricom Miklavž          | 146–203 | Pfizer Reggio Calabria | 84–96  | 62–107  |
| ZTE                      | 146–172 | PSG Racing             | 78–96  | 68–76   |
| Spirou Charleroi         | 159–168 | Nikas Peristeri        | 82–80  | 77–88   |
| Mykolaiv                 | 170–184 | Dynamo Moscow          | 83–81  | 87–103  |
| Union Neuchâtel          | 124–184 | Stefanel Trieste       | 57–97  | 67–87   |
| Helios Domžale           | 162–173 | Kessel-Lo Leuven       | 84–84  | 78–89   |
| Sparta Prague            | 152–182 | Fenerbahçe             | 96–87  | 56–95   |
| Spartak Lugansk          | 0–40*   | Alba Berlin            | 0–20   | 0–20    |
| TED Ankara Kolejliler    | 163–147 | Sunair Oostende        | 72–76  | 91–71   |
| Galatasaray              | 127–162 | NatWest Zaragoza       | 75–69  | 52–93   |
| TIIT Kharkov             | 40–0**  | Gravelines             | 20–0   | 20–0    |
| Avtodor Saratov          | 131–162 | Ülker                  | 68–72  | 63-90   |
| Szolnoki Olaj            | 91–162  | Zagreb                 | 61–61  | 30-101  |
| VEF Rīga                 | 165–172 | Lech Poznań            | 91–85  | 74-87   |
| Tonak Nový Jičín         | 154–193 | Olympique Antibes      | 79–96  | 75–97   |
| Pezoporikos Larnaca      | 151–145 | Hapoel Eilat           | 86–80  | 65–65   |
| Slovenica Koper          | 165–195 | Chipita Panionios      | 73–91  | 92–104  |
| Hapoel Jerusalem         | 140–133 | AEK                    | 88–60  | 52–73   |
| Möllersdorf Traiskirchen | 123–186 | Elmar León             | 79–87  | 44–99   |
| Zrinjevac                | 165–168 | Bobcat Gent            | 77–75  | 88–93   |
| Slávia Košice            | 174–146 | Slavonska Banka Osijek | 91–66  | 83–80   |
| Nová huť Ostrava         | 70–121  | Stroitel Samara        | 70–101 | 0–20*** |
| MZT Aerodrom             | 145–163 | Ulm                    | 75–78  | 70–85   |
| Hiefenech                | 149–191 | Ludwigsburg            | 80–86  | 69–105  |

* & ** Spartak Lugansk y Gravelines se retiraron antes del partido de ida, y sus rivales recibieron sendos marcadores de 20-0 en sus partidos.
*** Nová huť Ostrava no viajó a Rusia a jugar el partido de vuelta, por lo que el Stroitel Samara recibió un marcador de 20-0 en ese partido.
Clasificados automáticamente para tercera ronda
- Recoaro Milano
- Scavolini Pesaro
- PAOK Bravo
- Maccabi Elite
- Estudiantes Caja Postal

## Tercera ronda
| Equipo 1            | Agr.    | Equipo 2                | Ida    | Vuelta  |
| ------------------- | ------- | ----------------------- | ------ | ------- |
| Hapoel Herzliya     | 146–186 | Caja San Fernando       | 79–87  | 67–99   |
| Dijon               | 164–175 | Pfizer Reggio Calabria  | 87–86  | 77–89   |
| PSG Racing          | 168–193 | Nikas Peristeri         | 85–95  | 83–98   |
| Dynamo Moscow       | 175–196 | Stefanel Trieste        | 81–97  | 94–99   |
| Kessel-Lo Leuven    | 173–189 | Fenerbahçe              | 85–91  | 88–98   |
| Alba Berlin         | 159–144 | TED Ankara Kolejliler   | 89–66  | 70–78   |
| NatWest Zaragoza    | 216–189 | TIIT Kharkov            | 106–77 | 110–112 |
| Ülker               | 121–124 | Zagreb                  | 66–69  | 55-55   |
| Lech Poznań         | 154–222 | Olympique Antibes       | 93–104 | 61–118  |
| Pezoporikos Larnaca | 148–185 | Chipita Panionios       | 69–86  | 79–99   |
| Hapoel Jerusalem    | 160–175 | Elmar León              | 81–77  | 79–98   |
| Bobcat Gent         | 129–185 | Recoaro Milano          | 65–86  | 64–99   |
| Slávia Košice       | 114–168 | Scavolini Pesaro        | 59–82  | 55–86   |
| Stroitel Samara     | 133–182 | PAOK Bravo              | 77–81  | 56–101  |
| Ulm                 | 145–206 | Maccabi Elite           | 72–86  | 73–120  |
| Ludwigsburg         | 156–192 | Estudiantes Caja Postal | 88–85  | 68–107  |

## Octavos de final
Los octavos de final se jugaron dividiendo los 16 equipos clasificados en cuatro grupos con un sistema de todos contra todos.
|  | Los dos primeros clasificados avanzan a cuartos de final |

|    | Equipo            | PJ | Pts | G | P | PF  | PC  | Dif. |
| -- | ----------------- | -- | --- | - | - | --- | --- | ---- |
| 1. | Stefanel Trieste  | 6  | 11  | 5 | 1 | 485 | 463 | +22  |
| 2. | Chipita Panionios | 6  | 10  | 4 | 2 | 499 | 480 | +19  |
| 3. | Fenerbahçe        | 6  | 9   | 3 | 3 | 479 | 484 | -5   |
| 4. | NatWest Zaragoza  | 6  | 6   | 0 | 6 | 449 | 485 | -36  |

|    | Equipo                  | PJ | Pts | G | P | PF  | PC  | Dif. |
| -- | ----------------------- | -- | --- | - | - | --- | --- | ---- |
| 1. | Maccabi Elite           | 6  | 11  | 5 | 1 | 475 | 422 | +53  |
| 2. | Nikas Peristeri         | 6  | 9   | 3 | 3 | 487 | 469 | +18  |
| 3. | Estudiantes Caja Postal | 6  | 9   | 3 | 3 | 490 | 482 | +8   |
| 4. | Pfizer Reggio Calabria  | 6  | 7   | 1 | 5 | 427 | 506 | -79  |

|    | Equipo            | PJ | Pts | G | P | PF  | PC  | Dif. |
| -- | ----------------- | -- | --- | - | - | --- | --- | ---- |
| 1. | PAOK Bravo        | 6  | 11  | 5 | 1 | 499 | 461 | +38  |
| 2. | Recoaro Milano    | 6  | 10  | 4 | 2 | 519 | 459 | +60  |
| 3. | Zagreb            | 6  | 9   | 3 | 3 | 460 | 510 | -50  |
| 4. | Caja San Fernando | 6  | 6   | 0 | 6 | 502 | 550 | -48  |

|    | Equipo            | PJ | Pts | G | P | PF  | PC  | Dif. |
| -- | ----------------- | -- | --- | - | - | --- | --- | ---- |
| 1. | Olympique Antibes | 6  | 10  | 4 | 2 | 530 | 504 | +26  |
| 2. | Scavolini Pesaro  | 6  | 10  | 4 | 2 | 518 | 485 | +33  |
| 3. | Elmar León        | 6  | 9   | 3 | 3 | 512 | 526 | -14  |
| 4. | Alba Berlin       | 6  | 7   | 1 | 5 | 477 | 522 | -45  |

## Cuartos de final
| Equipo 1          | Agr.    | Equipo 2          | Ida   | Vuelta |
| ----------------- | ------- | ----------------- | ----- | ------ |
| Chipita Panionios | 169–146 | Maccabi Elite     | 92–72 | 77–74  |
| Nikas Peristeri   | 165–197 | Stefanel Trieste  | 80–88 | 85–109 |
| Recoaro Milano    | 186–180 | Olympique Antibes | 98–85 | 88–95  |
| Scavolini Pesaro  | 140–162 | PAOK Bravo        | 82–66 | 58–96  |

## Semifinales
| Equipo 1          | Agr.    | Equipo 2       | Ida   | Vuelta |
| ----------------- | ------- | -------------- | ----- | ------ |
| Chipita Panionios | 147–167 | PAOK Bravo     | 83–85 | 64–82  |
| Stefanel Trieste  | 192–182 | Recoaro Milano | 96–79 | 96–103 |

## Final
| Equipo 1   | Agr.    | Equipo 2         | Ida   | Vuelta |
| ---------- | ------- | ---------------- | ----- | ------ |
| PAOK Bravo | 175–157 | Stefanel Trieste | 75–66 | 100–91 |

| 9 de marzo de 1994 | PAOK Bravo                                                    | 75–66                | Stefanel Trieste                                                                  | |  |
|                    | Parciales: 35-28, 40-38                                       |                      |                                                                                   | |  |
|                    | Estadísticas Walter Berry, 23 Walter Berry, 18 John Korfas, 4 | Reporte Pts Reb Asts | Estadísticas Lemone Lampley, 20 Dejan Bodiroga, 8 Lemone Lampley, Gregor Fučka, 2 | Pabellón: Alexandrio Melathron, Salónica Asistencia: 6.000 espectadores Árbitros: Alan Richardson (ENG), Pascal Dorizon (FRA) |  |

| 16 de marzo de 1994 | Stefanel Trieste                                                                  | 91–100               | PAOK Bravo                                                          | |  |
|                     | Parciales: 44-46, 47-54                                                           |                      |                                                                     | |  |
|                     | Estadísticas Dejan Bodiroga, 24 Lemone Lampley, 6 Dejan Bodiroga, Gregor Fučka, 2 | Reporte Pts Reb Asts | Estadísticas Branislav Prelević, 30 Walter Berry, 13 John Korfas, 3 | Pabellón: Palazzo dello Sport, Trieste Asistencia: 4.300 espectadores Árbitros: Vicente Sanchís (ESP), Phillippe Leemman (SUI) |  |

| Campeón de la Copa Korać 1993–94 |
| -------------------------------- |
| PAOK Bravo 1.er título           |